# Dan (mitología)
Dan es el nombre de varios personajes legendarios, todos ellos reyes legendarios y vikingos de Dinamarca  que aparecen en diversas sagas nórdicas y textos medievales.

## Chronicon Lethrense
La Crónica de Lejre (Chronicon Lethrense) escrita hacia 1170 presenta al rey Ypper de Upsala y sus tres hijos llamadosː Dan, quien posteriormente gobernaría Dinamarca, Nori, que haría lo propio en Noruega y Østen, que gobernaría a los suecos. Dan aparentemente gobernaba Selandia, y la crónica menciona que lideró un ejército y salvó a su pueblo de una invasión por parte del emperador romano César Augusto. Como resultado de la victoria se consolidó el territorio y tomó su nombre. La esposa de este rey se llamaba Dana y fruto de la unión nació Ro.

## Rígsthula
El poema Rígsthula menciona que el dios Ríg (otra personalidad de Heimdall) tuvo un hijo mortal llamado Jarl (noble), que fue apodado Ríg-Jarl y que a su vez tuvo once hijos, el más joven llamado Kon el Joven (en nórdico antiguo: Konr Ungr, que es el origen de la palabra konungr o rey). Un día, cuando Konr Ungr cabalgaba por el bosque cazando y atrapando pájaros, un cuervo le habló sugiriéndole que ganaría más si dejaba de cazar pájaros y daba batalla a sus enemigos, ya que Dan y Danp tenían mejores tierras y haciendas. En ese punto el poema se interrumpe abruptamente.

## Saga Skjöldunga
Según Arngrímur Jónsson en la Saga Skjöldunga (en latín, 1597):

Ríg (Rigus) fue un hombre que no era inferior a los más grandes de su tiempo. Casó con la hija de un cierto Danp [en nórdico antiguo, Danpr], Señor de Danpsted, llamada Dana; más tarde, habiendo conseguido el título real para su provincia, hizo heredero a su hijo Dan o Danum, tras el cual todos los súbditos pasaron a llamarse daneses.
Versión próxima a Rígsthula

Dan casó con Olof, hija de Wermund y así se convirtió en cuñado de Offa (personaje que aparece también en el poema épico Beowulf). Dan gobernaba Jutlandia pero conquistó Selandia, venciendo al rey Aleif, y así nació el reino de Dinamarca.

## Saga Ynglinga
La saga Ynglinga de Snorri Sturluson habla sobre el rey Dyggvi de Suecia:

La madre de Dyggvi era Drótt, hija del rey Danp, hijo de Ríg, el primero a quien llamaron konungr ['rey'] en la lengua de los daneses [nórdico antiguo]. Sus descendientes siempre conservaron el título de konungr como la más alta dignidad. Dyggvi fue el primero en su familia que se hizo llamar konungr, sus predecesores se hacían llamar dróttinn ['caudillo'], sus esposas dróttning y su corte drótt ['banda de guerra']. Todos los de su estirpe se llamaron Yngvi, or Ynguni, y todos los de su dinastía Ynglingar. La reina Drótt era hermana del rey Dan Mikilláti, de quien Dinamarca tomó su nombre.

Aquí Ríg es padre de Danp, progenitor a su vez de Dan. El apodo Mikilláti se puede traducir como 'Magnífico' u 'Orgulloso'.
Snorri no cita si Dan también es descendiente del rey Fridfrodi o Fróði el pacífico, a quien Snorri presenta como caudillo de Selandia y contemporáneo de Fjölnir, hijo de Frey, seis generaciones anteriores a Dyggvi:

En el tiempo que los reyes que hablamos estaban en Upsala, Dinamarca estaba gobernada por Mikilláti, que vivió hasta una avanzada edad; luego por su hijo Fróði Mikilláti, o el 'amante de la paz', luego por sus hijos Halfdan y Fridleif, ambos grandes guerreros.

Es pacífico Fróði parece ser el mismo que un anterior Fróði.
En el prefacio de Heimskringla (donde se incluye la saga Ynglinga), se cita:

La Edad de los montículos comenzó en Dinamarca tras levantar Dan Mikilláti para sí mismo un montículo funerario, y ordenó que fuera enterrado allí tras su muerte, con sus ornamentos reales y armadura, su caballo y ornamentos, y otros bienes valiosos; y muchos de sus descendientes siguieron esa práctica. Pero la cremación de los muertos persistió, mucho después de aquello, como costumbre de suecos y nórdicos.

## Sven Aagesen
El historiador Sven Aagesen menciona a Danu (Elatus el Orgulloso, presumiblemente Dan Mikilláti) como sucesor de Offa de Angeln, hijo de Wermund, argumento que coincide con la saga Skjöldunga. 

## Gesta Danorum
Saxo Grammaticus en su Gesta Danorum presenta a tres reyes llamados Danː bien puede ser el único monarca dividido en muchos, o bien son tres reyes que otros han confundido.  

### Dan I
Saxo menciona a dos hermanos: Danus y Angul, hijos de Humbli, que llegaron a ser grandes caudillos con el beneplácito de su pueblo por su valentía, pero no los identifica como "reyes", pues el uso del término no era habitual en aquel tiempo. Angul es un epónimo de Angeln y es el ancestro de los anglos. Dan fue padre de dos hijos, Humblus y Lotherus.

### Dan II
Un segundo rey Dan aparece en el Libro IV, como hijo de Uffi y nieto de Vermund (o sea Offa de Angeln, el hijo de Wermund). Aquí Saxo solo menciona unas breves líneas sobre un monarca belicoso que despreciaba a su pueblo y desperdició su riqueza. Heredó la corona Huglek, y tras él, otro Fróði (apodado el Activo) para dar paso a un tercer Dan, que debería ser hijo de Fróði el Activo, aunque Saxo evita o ignora el parentesco entre ellos. 

### Dan III
Sobre el tercer Dan, Saxo solo relata una pequeña anécdotaː cuando Dan tenía doce años, cansado de la arrogancia de los embajadores sajones que exigían tributo para evitar la guerra, había hecho puentes con barcos en el Elba, cruzó con su ejército y obtuvo una gran victoria. Este tercer monarca fue padre de Fridleif y abuelo de Fróði, que también aparecen en otras fuentes nórdicas y que, posiblemente, el último sea el rey Fróði que Snorri menciona en la saga Ynglinga.

## Balada de Eric
La balada de Eric (siglo XV) presenta a Eric, el primer rey de Götaland que envió a sus tropas de gautas hacia el sur, a una tierra llamada Vetala, donde nadie había llegado ni cultivado la tierra. Más tarde el rey Humli mandó a su hijo Dan a gobernar los asentamientos y tras él Vetala pasó a llamarse Dinamarca.
La balada se publicó por primera vez en latín, traducida por Johannes Magnus en su Historia de omnibus gothorum sueonumque regibus (1554). Johannes afirma que la canción original era muy conocida en Suecia en aquel tiempo.